# دبرا رائه اندرسون
دبرا رائه اندرسون (زادهٔ ۱۳ ژوئن ۱۹۴۹ – درگذشتهٔ ۱۰ نوامبر ۲۰۲۲) یک سیاستمدار زن آمریکایی بود. اندرسون در برایانت، شهرستان هملین به دنیا آمد و از دبیرستان برایانت فارغ‌التحصیل شد. او سپس از دانشگاه آگوستانا در سو فالز، داکوتای جنوبی فارغ‌التحصیل شد. اندرسون از سال ۱۹۷۶ تا زمان استعفای خود در سال ۱۹۸۹ در مجلس نمایندگان داکوتای جنوبی خدمت کرد. از سال ۱۹۸۷ تا ۱۹۸۹ به عنوان رئیس مجلس نمایندگان داکوتای جنوبی مشغول به کار شد. او سپس در دوران ریاست جمهوری جورج اچ دبلیو بوش خدمت کرد. او در سال ۲۰۲۲ در خانه‌اش در واشینگتن. دی.سی. درگذشت.